# Tha Chana (huyện)
Tha Chana (tiếng Thái: ท่าชนะ) là một huyện (amphoe) phía bắc của tỉnh Surat Thani miền nam Thái Lan.

## Lịch sử
Ban đầu tên Prasong (ประสงค์) và thuộc Mueang Lang Suan. Năm 1906, đơn vị này đã được chuyển sang cho mueang Chaiya, nay thuộc tỉnh Surat Thani. Trong đợt cải cách hành chính thesaphiban năm 1909, phần lớn tambon này đã được chuyển qua huyện Phum Riang, nay là huyện Chaiya. Phần còn lại của huyện bị hạ cấp thành một tiểu huyện (king amphoe) thuộc Phum Riang. Ngày 29 tháng 6 năm 1919, đơn vị này bị giải thể.
Khi khu vực này phát triển sau nhiều thập kỷ, tiểu huyện được tái lập vào ngày 1 tháng 1 năm 1948. Do trụ sở tiểu huyện nằm ở Ban Talad Nong Wai tại tambon Tha Chana, tiểu huyện được đổi tên thành Tha Chana. Ngày 5 tháng 6 năm 1956, tiểu huyện đã được nâng thành huyện.

## Địa lý
Các huyện giáp ranh là: Chaiya to the south, Phato về phía đông bắc  và Lamae về phía bắc.  Về phía đông là vịnh Thái Lan.

## Hành chính
Huyện này được chia thành 6 phó huyện (tambon), which in turn are subdivided into 77 làng (muban). Mỗi một trong số tambon được quản lý bởi một Tổ chức hành chính tambon (TAO). Tha Chana là thị trấn (thesaban tambon) nằm trên một phần của tambon Tha Chana và Samo Thong.
| \| STT. \| Tên \| Tên Thái \| Số làng \| Dân số \| \| ---- \| ---------- \| -------- \| ------- \| ------ \| \| 1. \| Tha Chana \| ท่าชนะ \| 10 \| 6.694 \| \| 2. \| Samo Thong \| สมอทอง \| 10 \| 5.840 \| \| 3. \| Prasong \| ประสงค์ \| 22 \| 18.127 \| \| 4. \| Khan Thuli \| คันธุลี \| 14 \| 8.051 \| \| 5. \| Wang \| วัง \| 8 \| 3.784 \| \| 6. \| Khlong Pha \| คลองพา \| 13 \| 7.442 \| | Map of Tambon |          |         |        |
| STT. | Tên           | Tên Thái | Số làng | Dân số |
| 1. | Tha Chana     | ท่าชนะ    | 10      | 6.694  |
| 2. | Samo Thong    | สมอทอง   | 10      | 5.840  |
| 3. | Prasong       | ประสงค์   | 22      | 18.127 |
| 4. | Khan Thuli    | คันธุลี     | 14      | 8.051  |
| 5. | Wang          | วัง       | 8       | 3.784  |
| 6. | Khlong Pha    | คลองพา   | 13      | 7.442  |